# Muma Gee
Gift Iyumame Eke hay thường được biết đến với tên Muma Gee (nhũ danh Uwame, sinh ngày 18 tháng 11 năm 1978) là tên của một ca sĩ kiêm nhạc sĩ, diễn viên, doanh nhân, nhà thiết kế thời trang và còn là một chính trị gia.

## Lí lịch
Bà sinh ra ở Port Harcourt, bang River trong một gia đình theo đạo Cơ-đốc khắt khe người Ekpeye. Bà còn người con thứ 3 trong 6 anh chị em của bà. Sau khi cha bà mất khi bà còn nhỏ, mẹ bà nuôi bà khôn lớn.
Năm bà 4 tuổi, bà tham gia vào dàn đồng ca tại nhà thờ. Tại đó, bà nhận ra được năng khiếu âm nhạc của mình. Sau khi học xong trung học và đại học ở Abuja, Uwame, bà vào đại học Port Harcourt và tốt nghiệp với bằng nghệ thuật sân khấu.

## Sự nghiệp
Sau khi đến bang Lagos sinh sống, bà gặp được nhà sản xuất thu âm Nelson Brown. Và cả hai cùng hợp tác, đến năm 2006, album mang tên Kade được phát hành. Album Kade được đề cử giải thưởng âm nhạc của Nigeria tên là giải AMEN, giải thưởng Headies và giải "âm thanh thành phố".
Ngày 18 tháng 5 năm 2008, bài hát Amebo sẽ được đưa vào đĩa đơn và đó là đĩa đơn đầu tiên từ các album của bà.
Ngày 26 tháng 2 năm 2010, album phòng thu thứ 2 của bà sẽ có tựa đề là The Woman in Question sẽ được phát hành vào tháng 3.
Từ đầu tháng 3 bà được mời vào chương trình truyền hình thực tế Gulder Ultimate Search với 9 người nổi tiếng khác. Tại đó, bà đã gặp nam diễn viên Emeka Ike rồi cả 2 thân thiết với nhau. Chính vị sự thân thiết này, nhiều trang báo cùng những tin đồn rằng hai người có tình cảm với nhau và nam diễn viên ấy ngoại tình với bà, hai người quan hệ tình dục trong một nhà tắm của chương trình này. Bà đã thừa nhận là bà có tình cảm với ông ấy nhưng phủ nhận cáo buộc việc hai người quan hệ tình dục.
Tháng 6 năm 2010, bà được mời đến lễ tạ ơn của người chiến thắng chung cuộc là Emeka Ike. Tại đó, bà gặp diễn viên Prince Eke, bạn thân của Ike. Ngày 23 tháng 6, bà được cầu hôn và hai người kết hôn vào năm sau.

## Chính trị
Tháng 10 năm 2014, Muma Gee công bố mình sẽ vào hạ viện với tư cách là hạ nghị sĩ đại diện cho khu vực đông Ahoa - Abua - Odual ở bang River. Ban đầu đảng chính trị của bà là đảng Dân chủ nhân dân bang River (tiếng Anh: Rivers State People's Democratic Party) nhưng sau đó, bà chuyển sang đảng Lao động và trở thành ứng cử viên cho vị trí này.
Việc tranh cử của bà thất bại do số phiếu của bà thấp hơn Betty Apiafi.

## Đời tư
Bà và chồng sống ở Port Harcourt và có 3 người con. Một cặp song sinh một nam và một nữ còn người con thứ ba thì sinh cùng ngày với chồng bà là vào ngày 18 tháng 8 năm 2016.